# He Jin

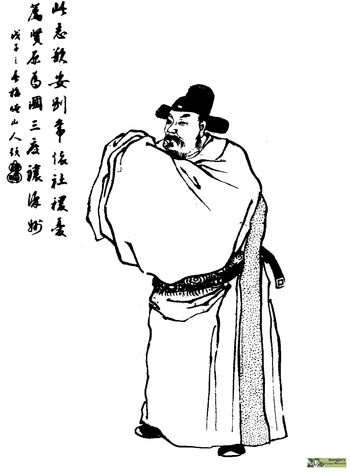
He Jin

He Jin of Suigao (†22 september 189) was de opperste militaire bevelhebber (184-189) ten tijde van de late periode van de Han-dynastie in China. Hij was de oudere halfbroer van Keizerin He, de vrouw van keizer Han Lingdi.
Toen de keizer in 189 stierf, werd zijn weduwe en He Jin, regenten voor de dertienjarige Han Shaodi. He Jin had zijn strepen verdiend tijdens de Gele Tulbandenopstand in 184. Keizerin He en He Jin, die zelf door omkoping aan het hof zijn binnengeraakt, wilden nu de macht van de eunuchen breken. Zhang Rang, hoofd van de eunuchen, kwam te horen dat ze zouden worden geëxecuteerd, was He Jin te snel af. Op een onbewaakt moment werd He Jin op 22 september 189 om het leven gebracht.
Na de moord op He Jin werd onder leiding van zijn getrouwe Yuan Shao een slachting aangericht onder de eunuchen in de keizerlijke paleizen. In de chaos wist generaal Dong Zhuo vanuit het noordwesten Luoyang binnen te vallen en de macht over het keizerlijke hof in handen te krijgen. Hiermee begon een lange periode van burgeroorlog.